# Богуш-Шишко, Зигмунт
Зигмунт Пётр Бо́гуш-Шишко́ (18 января 1893, Хелм — 20 июня 1982, Лондон) — генерал-майор Войска Польского, генеральный инспектор Вооружённых сил (в изгнании) в 1976—1980 годах.

## Биография
Родился в семье Якуба Богуша-Шишко, офицера русской армии, а затем бригадного генерала Войска Польского, и Елены, урождённой Витовой. Детство и юность провел в родном городе Хелм. В 1907 году прервал учёбу в Хелмской гимназии, так как его отца перевели в Иркутск. В 1911 году, окончив кадетский корпус в Пскове, поступил в Алексеевское военное училище в Москве. В 1913 году в должности командира взвода служил в 12-м Астраханском гренадерском полку. С этим полком он отправился на фронт в 1914 году, где был четырежды ранен. Осенью 1915 года попал в плен к австрийцам, бежал. С ноября 1916 года служил во 2-й бригаде Польских легионов. После отделения бригады от австрийского правления в феврале 1918 года был интернирован в лагере в Венгрии. Через 4 месяца был освобожден и вступил в 1-й пехотный полк Войска Польского. Как бывший офицер русской армии, освобожденный из лагеря военнопленных по рескрипту Регентского совета от 25 октября 1918 года, был прикомандирован к подчиненной ей Войска Польского и присвоен чин поручика.

### Советско-польская война
В Советско-польскую войну служил во 2-й пехотной дивизии легионеров сначала командиром роты, затем командиром батальона, а с февраля 1919 года командовал 2-м Каунасским стрелковым полком, входящим в состав 2-й Литовско-Белорусской дивизии. Воевал против большевиков в Виленском крае, Подляшье и Мазовии. Был тяжело ранен во время обороны Плоцка. Несмотря на ранение, принял участие в августовском контрнаступлении 1920 года.

### Межвоенный период
В период с февраля по сентябрь 1921 года был штабным офицером в командовании 19-й стрелковой дивизии. В октябре 1921 года был направлен на учёбу в Школу Генерального штаба в Варшаве, переименованную в 1922 году в Военное училище. 1 октября 1923 года, после окончания курса и получения ученого диплома офицера Генерального штаба, был направлен в 5-й отдел Генерального штаба начальником генеральского отдела, оставаясь дополнительным офицером 62-го стрелкового полка в Быдгоще. С мая 1925 года занимал должность начальника V отделения канцелярии Строгого военного совета в Варшаве. В октябре 1926 года был переведен в Генеральную инспекцию Вооружённых Сил и определён офицером генерального штаба на к Генеральному инспектору Вооружённых Сил бригадному генералу Густаву Орличу-Дрессеру. В ноябре 1928 года переведен на должность 1-го штабного офицера.
28 января 1931 года переведен в 58-й пехотный полк в Познани на должность заместителя командира полка.
В октябре 1931 года был переведен в Пограничный корпус командиром полка КОП «Хиблеке», командование которого дислоцировалось в Видзе. 26 января 1934 года он был назначен заместителем командира Пограничного корпуса в Варшаве. В августе 1938 года стал вторым комдивом пехоты 1-й пехотной дивизии легиона в Вильнюсе. 5 августа 1939 года переведен на должность командира пехотной дивизии 16-й Поморской пехотной дивизии в Грудзёндзе.

### Сентябрьская кампания 1939 г.
Вечером 2 сентября 1939 года сменил полковника Станислава Свитальского на посту командира 16-й Померанской пехотной дивизии, входившей в состав оперативной группы «Восток» в армии «Померания» генерала Владислава Бортновского. Дивизия, ведя тяжёлые бои с противником, отошла из Грудзёндза на Влоцлавек, а затем в район Ловича, уже занятого немцами. Там был подчинён командующему «Познанской» армией генерал-майору Тадеушу Кутшебе и 9-18 сентября принял участие в сражении при Бзуре, понеся тяжёлые потери в бою за Лович. Остатки дивизии после форсирования нижнего течения реки Бзуры 18 сентября сражались с немецкой 4-й танковой дивизией, где и были уничтожены. С остатком двух рот полковник Богуш-Шишко прорвался к осаждённой Варшаве и сражался вплоть до капитуляции 28 сентября; в плен не попал.

### Польские вооружённые силы
В январе 1940 года, добравшись через Венгрию до Франции, был назначен командиром Отдельной Подгальской стрелковой бригады. В связи с нападением СССР на Финляндию правительства Франции и Великобритании приняли решение направить туда экспедиционный корпус, в состав которого была включена и польская Подгальская бригада. Однако намерение не осуществилось: 12 марта 1940 года СССР и Финляндия подписали мирный договор. Тем временем 9 апреля произошло немецкое воздушное и морское нападение на Норвегию. На помощь норвежцам из Франции был отправлен экспедиционный корпус, который высадился на северном побережье Норвегии. Подгальская стрелковая бригада вошла в состав корпуса и приняла участие в боях за Нарвик. 3-8 июня 1940 года бригада была возвращена морем во Францию, где в тяжёлых боях с немецкими войсками в Бретани 15-18 июня была разбита. Остатки бригады вместе с командиром были перевезены в Великобританию.
С сентября 1940 по август 1941 года — комендант Центрального тренировочного лагеря 1-го корпуса Войска Польского в Кроуфорде. После подписания Соглашения Сикорского-Майского в августе 1941 года возглавил Польскую военную миссию в СССР, которую главнокомандующий генерал Владислав Сикорский отправил в Москву для предварительных приготовлений. 8 августа были подписаны необходимые протоколы. В декабре 1941 года в соответствии с приказом, полученным от генерала Владислава Андерса, приступил к формированию 7-й пехотной дивизии. С марта по октябрь 1942 года — начальник штаба Войска Польского в СССР.
После эвакуации польских войск из СССР на Ближний Восток стал командиром 5-й Кресовской пехотной дивизии. 16 июня 1943 года назначен заместителем командира 2-го Польского корпуса. В составе 2-го корпуса он прошёл весь боевой путь Итальянской кампании 1944—1945 годов. В апреле 1945 года, сменив командира II корпуса, провёл победоносное последнее сражение за Болонью.

### В изгнании
Первоначально служил в Польском корпусе подготовки и развёртывания. После демобилизации в 1947 году поселился в Лондоне. Зарабатывал на жизнь мелким ремонтом старого фарфора.
Принимал активное участие в жизни польской эмиграции. Посвятил себя публицистической работе и историческому сочинению, опубликовал множество статей и произведений в прессе, одновременно принимал активное участие в ветеранской деятельности, стремясь помочь ветеранам войны. В 1942 году опубликовал воспоминания о Сентябрьской кампании 1939 года. В 1965—1966 годах был президентом Ассоциации польских писателей за рубежом.
19 марта 1976 года назначен генеральным инспектором Вооружённых Сил (в изгнании). 26 мая 1977 года и 24 января 1980 года был назначен членом Главного комитета Национального казначейства. В тот же день он подал Президенту Республики Польша в изгнании прошение об увольнении с должности генерального инспектора Вооружённых Сил в связи с возрастом и слабым здоровьем. 18 февраля 1980 года президент Республики Польша (в изгнании) Эдвард Бернард Рачиньский, удовлетворив просьбу генерала, уволил его с должности генерального инспектора Вооружённых Сил, выразив при этом «сердечную благодарность за то, что он занимал эту должность в течение периода почти 4 года с 19 марта 1976 года». Благодарность Президента Республики Польша (в изгнании) вместе с его «выражениями уважения и личных пожеланий» генералу была опубликована 11 марта 1980 года в Лондоне, в "Журнале законов Республики Польша .
Умер 20 июня 1982 года в Лондоне. По завещанию похоронен на Повонзком военном кладбище в Варшаве (участок А18-5-20).

## Память
В 1990 году была отчеканена медаль с изображением Зигмунта Богуша-Шишко с текстом «Битва при Нарвике 1940—1990», выпущенная Государственным монетным двором.
По решению президента Института национальной памяти от 12 ноября 2019 года по просьбе президента Ассоциации польских ветеранов и бывших политзаключенных в Новы-Тарге могила З. Богуша-Шишко на Повонзком кладбище (участок А18-5-20) внесена в реестр, который ведет Институт национальной памяти могил ветеранов борьбы за свободу и независимость Польши под регистрационным номером 213 .